# كايتانو
كايتانو هو منتج أسطوانات وملحن يوناني، ولد في 29 أغسطس 1977.

## وصلات خارجية
- كايتانو على موقع IMDb (الإنجليزية)
- كايتانو على موقع ميوزك برينز (الإنجليزية)
- كايتانو على موقع ديسكوغز (الإنجليزية)